# 1966 en bande dessinée
| Années de la bande dessinée : 1963 - 1964 - 1965 - 1966 - 1967 - 1968 - 1969    |
| Décennies de la bande dessinée : 1930 - 1940 - 1950 - 1960 - 1970 - 1980 - 1990 |

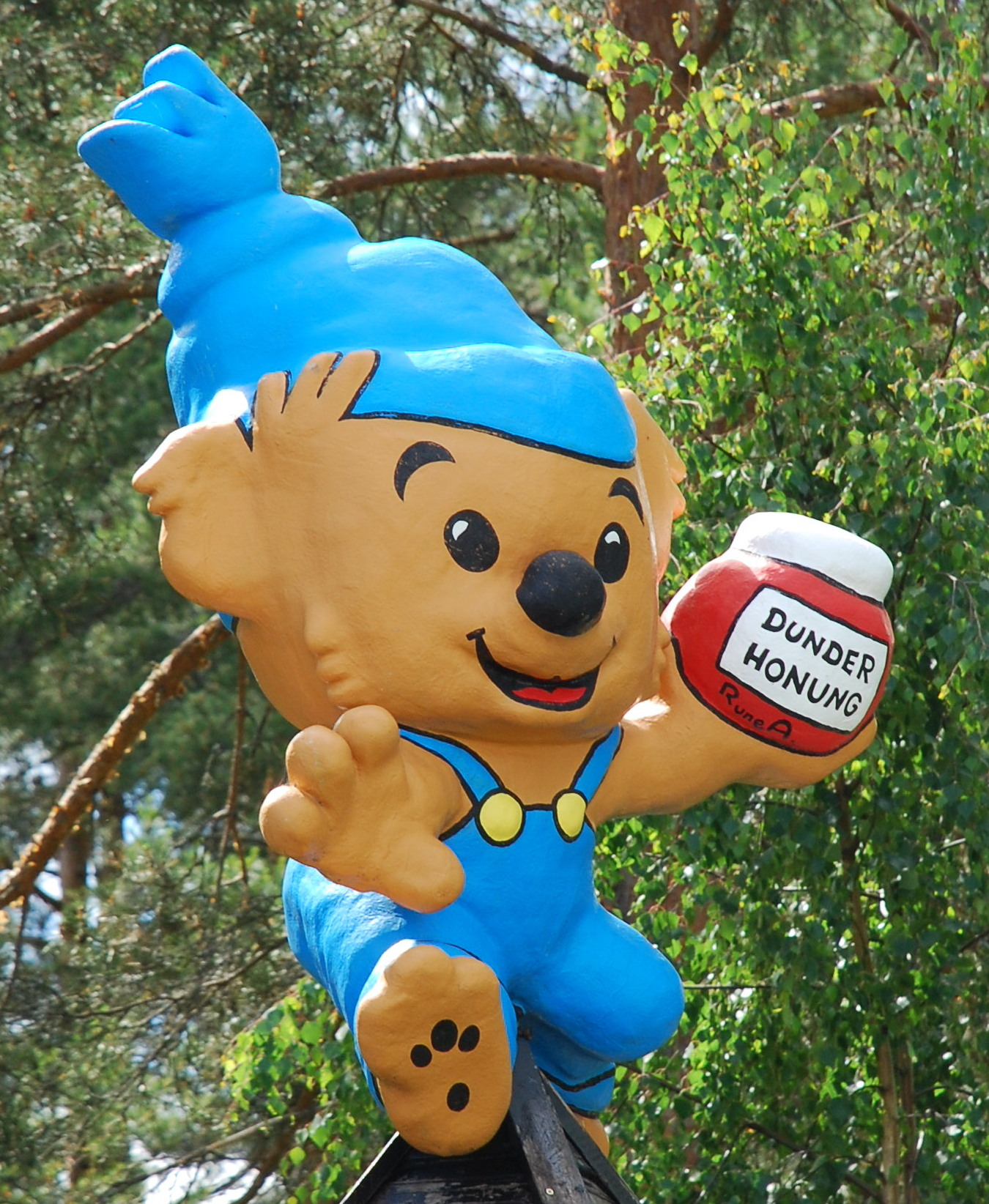
Bamse.

Cet article présente les faits marquants de l'année 1966 en bande dessinée.

## Évènements
- février : Lancement de la revue petit format Ombrax par les Éditions Lug.
- mars : Aux États-Unis, sortie des Fantastic Four #48 (première apparition du Surfer d'argent), chez Marvel Comics.
- 3 avril : Sortie du premier numéro de Mickey Parade, conçu au départ comme un hors-série du Journal de Mickey.
- septembre : Lancement en Italie du fumetti Capt'ain Swing sous le titre Il Comandante Mark.
- 18 décembre : Première apparition de Paperetta Yè-Yè, créée par Romano Scarpa dans l'histoire Arriva Paperetta Yè-Yè (I TL 577-A).
- En Espagne dans le magazine Tío Vivo, Francisco Ibáñez lance la série Pepe Gotera y Otilio.
- Fondation de Eerie Publications, éditeur américain spécialisé dans les magazines d'horreur

## Nouveaux albums
Voir aussi : Albums de bande dessinée sortis en 1966

### Franco-belge
| Sortie | Titre       | Scénariste | Dessinateur | Coloriste | Éditeur |
| ------ | ----------- | ---------- | ----------- | --------- | ------- |
| ?      | à compléter |            |             |           |         |
| ?      | …           |            |             |           |         |

### Comics
| Sortie | Titre       | Scénariste | Dessinateur | Coloriste | Éditeur |
| ------ | ----------- | ---------- | ----------- | --------- | ------- |
| ?      | à compléter |            |             |           |         |
| ?      | …           |            |             |           |         |

### Mangas
| Sortie | Titre       | Scénariste | Dessinateur | Coloriste | Éditeur |
| ------ | ----------- | ---------- | ----------- | --------- | ------- |
| ?      | à compléter |            |             |           |         |
| ?      | …           |            |             |           |         |

## Naissances
- 3 mars : Claudio Castellini, dessinateur italien de fumetti et de comics
- 17 mai : Juan María Córdoba
- 26 mai : Blexbolex
- 4 juin : Jacky Clech'
- 7 juillet : Philippe Castaza, dessinateur
- 10 juillet : Douglas TenNapel, auteur de comics
- 22 juillet : Jean Depelley
- 30 juillet : Chris Sprouse, dessinateur de comics
- 29 septembre : Nicolas de Crécy
- 12 octobre : Marie Jaffredo
- 20 octobre : Éric Hérenguel
- 29 octobre : Éric Chabbert
- 17 novembre : Ed Brubaker, scénariste de comics
- 20 novembre : Jill Thompson, autrice de comics (Scary Grandmother)
- 2 décembre : Andy Mangels, scénariste de comics
- 16 décembre : Didier Cassegrain, dessinateur
- 22 décembre : Nicolas Barral
- Naissance de Guy Davis, Bjarne Hansen (auteur danois), Denis Bourdaud, Thierry Guitard, Hobopok (pseudonyme de Jean-Christophe Dalléry).

## Décès
- 28 avril : Jesse Marsh, dessinateur de comics
- août : Ed Wheelan, auteur de comics
- 15 décembre : Walt Disney.